# Hermannus Höfte
Hermannus Höfte (født 5. august 1884 i Amsterdam, død 18. november 1961 i Amsterdam) var en nederlandsk roer. som deltog i de olympiske lege 1908 i London.
Höfte var ved OL med i den nederlandske båd, som kom på en tredjepladsen i firer uden styrmand, efter to britiske både. De andre roer var Bernardus Croon, Albertus Wielsma og Johan Burk. Nederlænderne tabte deres indledende heat til den ene britiske båd. Kun fire både stillede op, og efter den standard, der bruges i andre sportsgrene, ville det betyde, at taberne af semifinalerne vandt bronze, selvom der øjensynlig kun blev uddelt guldmedaljer ved disse lege.